# 桓昇
桓昇（？—404年），东晋谯国龙亢（今安徽怀远西北龙亢集）人，桓玄的儿子。
桓玄掌权后，以自己消灭司马元显、殷仲堪、杨佺期有功为由，加封自己豫章公，再转封给桓昇。
404年，桓玄取代晋安帝建立楚国，封桓昇为豫章郡王。桓谦败于刘裕后，三月己未日（3月28日），桓玄声言赴战，带着儿子桓昇，兄长的儿子桓浚出南掖门，与一众亲信西走。桓玄当天没有进食，随行人员就进糙米饭给桓玄，但桓玄吞不下，年幼的桓昇抱著桓玄抚慰他，更令桓玄忍不住心中悲伤。五月壬午日（6月19日），桓玄被杀，晋军执送桓昇到江陵，斩于市。桓振于行宫见晋安帝，跃马奋戈，直至阶下，问桓昇所在。听说桓昇已死，瞪着眼问晋安帝：“臣的家族何曾辜负国家，竟然如此屠灭！”